# Euclystis inconstans
Euclystis inconstans är en fjärilsart som beskrevs av William Schaus 1911. Euclystis inconstans ingår i släktet Euclystis och familjen nattflyn. Inga underarter finns listade i Catalogue of Life.